# Прешовская пионерская (детская) железная дорога
Пре́шовская пионе́рская (де́тская) желе́зная доро́га (чеш. Prešovská pionierska železnica) — детская железная дорога, была расположена в Сланских Врхах в городе Прешов, Словакия. Ширина колеи — 760 мм.

## История
Строительство детской железной дороги в Прешове началось в 1958 году, при её строительстве были использованы остатки закрытой лесовозной узкоколейки Прешов — Ставенье (Stavenie), которая проходила через хребет Сланские Врхи. Находилась в рекреационной местности Сигорд (Sigord), проходила через сёла Дулова Вес (Dulová Ves) и Кокошовце (Kokošovce). Первоначально планировалось связать детскую дорогу с прешовским вокзалом, но из-за строительства троллейбуса её пришлось сократить. Главная станция называлась Прешов-Пионер, конечная — первоначально Партизан, потом Сигород; конечную станцию постоянно переносили, так как дорога продлевалась не сразу на 3 км, а частями по 700—800 метров.
Эксплуатировали дорогу организации MěstNV, далее PKO[уточнить], а в самом конце и Чехословацкие железные дороги, которые не проявили особого интереса к дороге. В 1969 году она была закрыта и до 1974 года разобрана.

## Подвижной состав
Первоначально на дороге ездили 2 паровоза серии U37 и 1 паровоз серии U47, потом также и 2 автомотрисы M 21.0. В качестве прицепного вагона использовался бывший трамвайный вагон Balm/u 653 из Богумина, который был реконструирован. Также, на дороге был вагон серии Bi/ú.